# Hunedoara
Hunedoara (węg. Vajdahunyad, niem. Eisenmarkt) – miasto w okręgu Hunedoara, w Siedmiogrodzie, w Rumunii, nad rzeką Cemą. Liczy 79 235 mieszkańców na powierzchni 97 km². Znane jest głównie z gotyckiego zamku Jana Hunyadyego.

## Historia

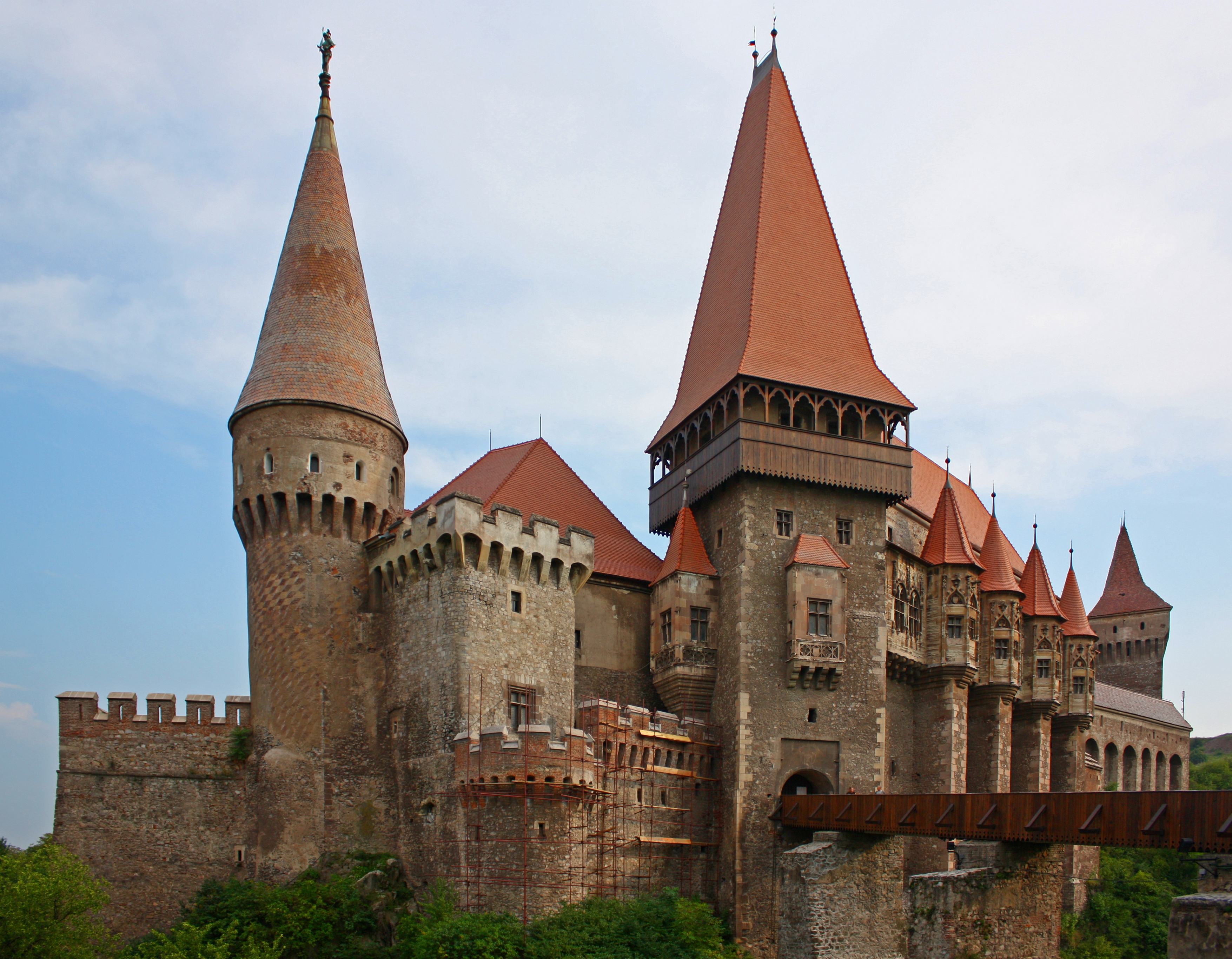
Zamek Jana Hunyadyego w Hunedoarze

Zamek został zbudowany w XV wieku i należał do szlacheckiej rodziny Hunyady, potężnego rodu węgierskiego pochodzenia rumuńskiego  (jego kopia – zamek Vajdahunyad, znajduje się w Budapeszcie). Samo miasto jest znane jednak od XIV wieku. Szybszy rozwój osady datuje się od rewolucji przemysłowej, gdy w Hunedoarze założono pierwszą hutę żelaza.
W czasach Nicolae Ceaușescu okolice miasta przekształcono w wielki kombinat górniczo-hutniczy. Obejmował on – oprócz zespołu wielkich pieców – także stalownię o 10 piecach systemu Siemensa-Martena, koksownię oraz osobno na wschód od miasta położoną walcownię. Połowa zużywanej tu rudy żelaza pochodziła z okolicznych kopalń oraz zakładów wydobywczych w rumuńskim Banacie (głównie ok. 35% syderyty i limonity), drugą połowę stanowił import z Ukrainy.

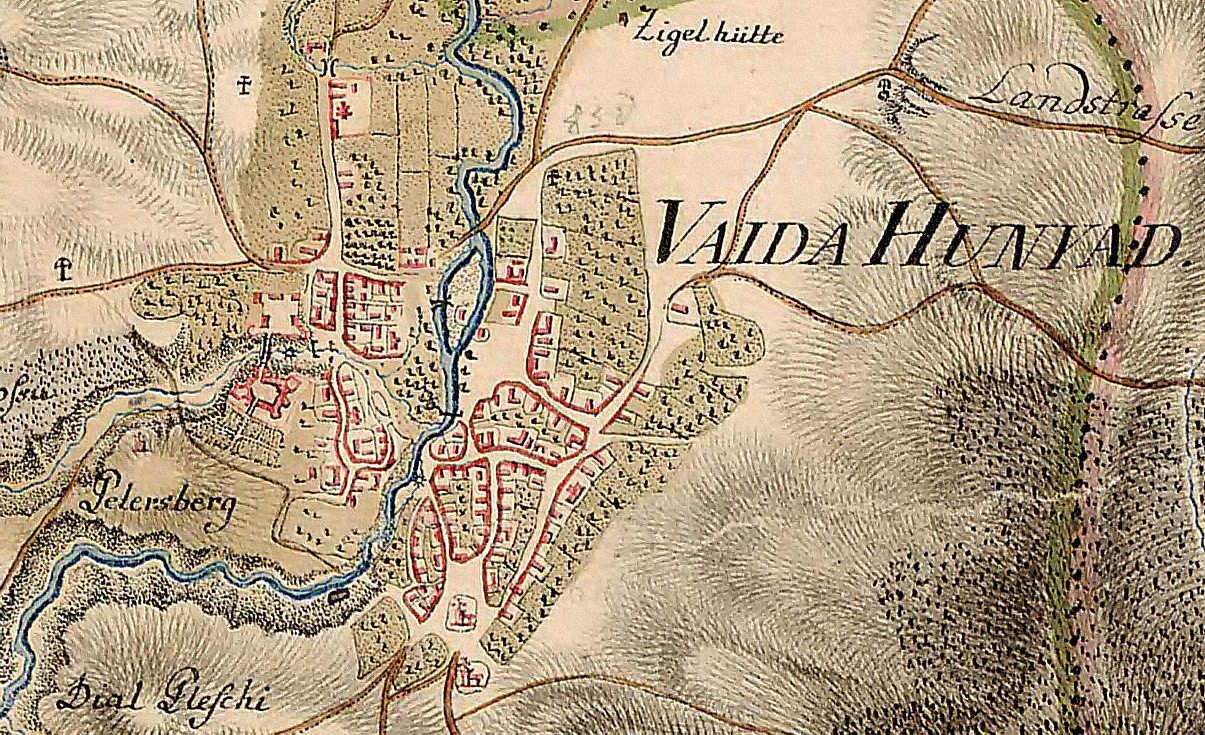
Hunedoara na mapie z lat 1769–1773

## Zabytki
- Zamek w Hunedoarze

## Gospodarka
W mieście rozwinął się przemysł hutniczy, chemiczny, materiałów budowlanych oraz spożywczy.

## Dostępność komunikacyjna
Hunedoara położona jest na uboczu ważnych szlaków transportowych. Drogi krajowe nr 7 i 66 omijają miasto. W Hunedoarze ma początek linia kolejowa do Simerii (długość 16 km). Trudna dostępność komunikacyjna miasta oraz względy historyczne zadecydowały o umieszczeniu stolicy okręgu Hunedoara w sąsiedniej Devie.

## Miasta partnerskie
- Argenteuil, Francja
- Derince, Turcja
- Szombathely, Węgry
- Zenica, Bośnia i Hercegowina.